# نیروانا (ئی‌پی)
نیروانا اولین آلبوم چندآهنگه (ای‌پی) از خواننده انگلیسی سم اسمیت. آلبوم در ۴ اکتبر ۲۰۱۳ در بریتانیا به عنوان دانلود موسیقی منتشر شد. ای‌پی شامل یک نسخه صوتی از ترانه دیسکلوژر است. نیروانا در اکتبر ۲۰۱۳ در رتبه ۸۲ جدول تک‌آهنگ‌های بریتانیا قرار گرفت.